# Phố Váci

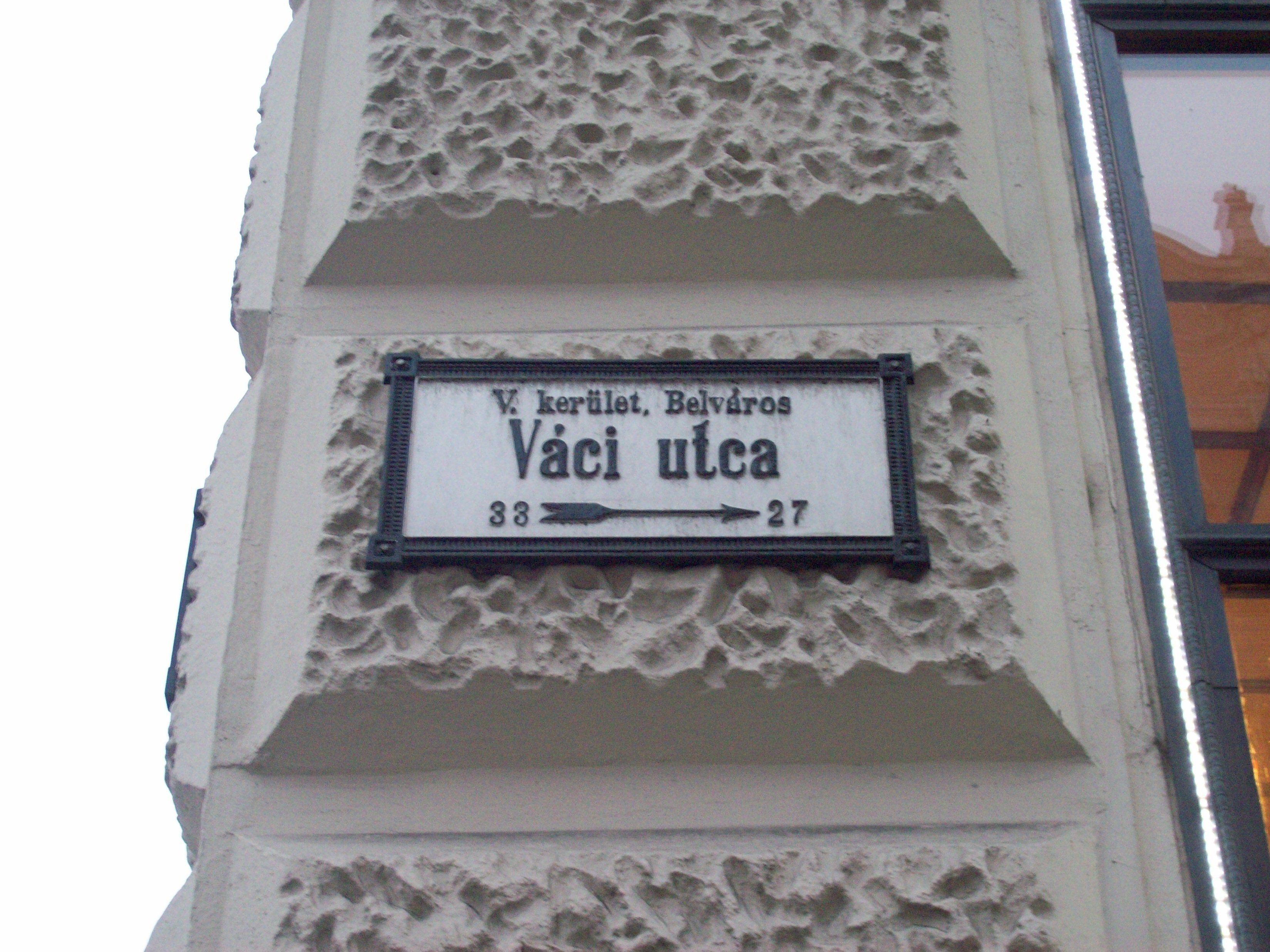

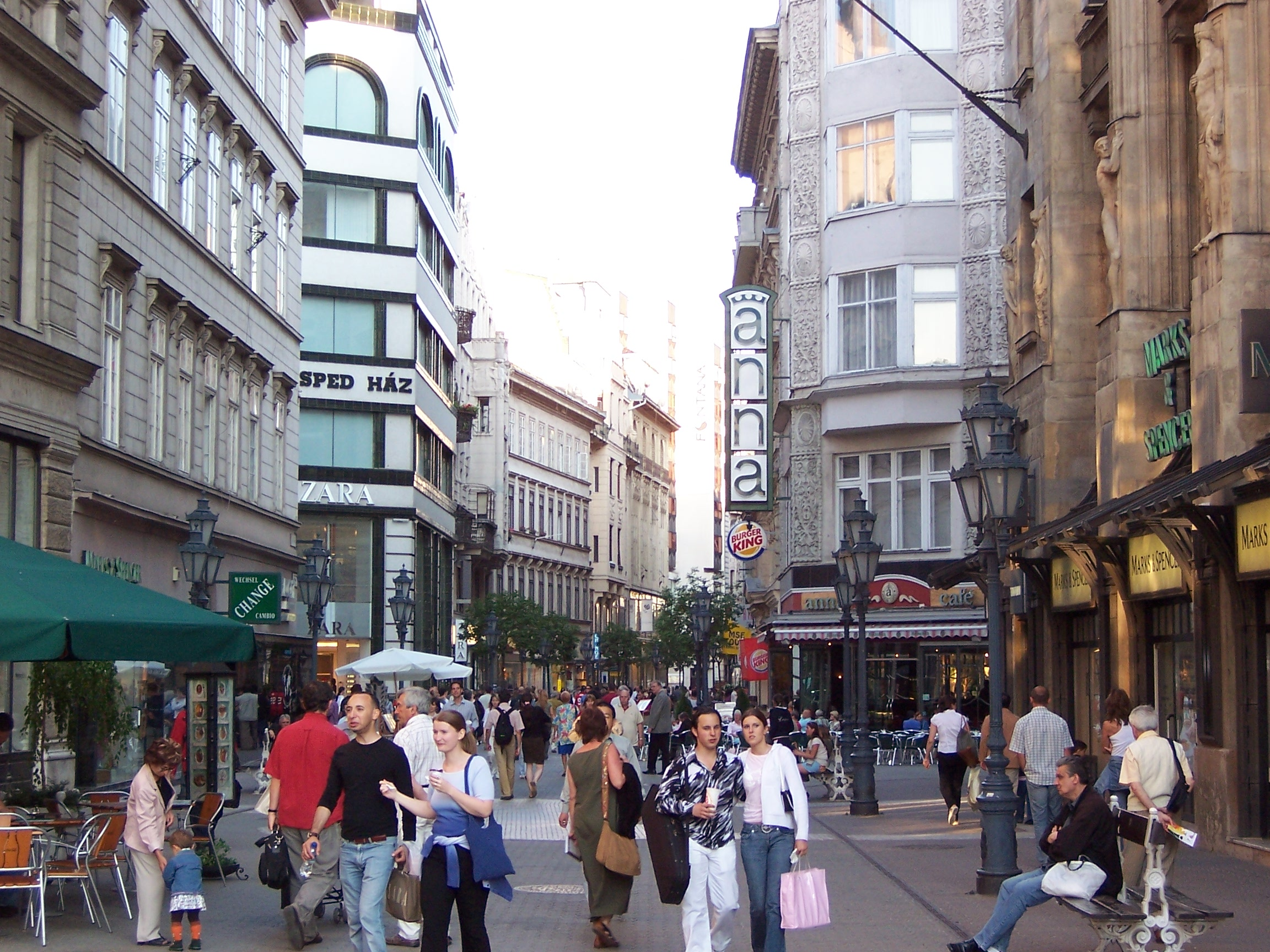

Phố Váci (tiếng Hungary: Váci utca) là một phố đi bộ nổi tiếng và là một trong những con đường mua sắm sầm uất nhất ở trung tâm thủ đô Budapest, Hungary. Phố Váci nằm song song với sông Danube theo hướng Bắc-Nam, kéo dài từ quảng trường Vörösmarty (Vörösmarty tér) đến tận hội trường Chợ lớn.

## Mô tả
Phố Váci có nhiều nhà hàng, quán cà phê và các quầy hàng bán đồ phục vụ khách du lịch. Du khách có thể mua quần áo cũng như các đặc sản Hungary. Không khó để bắt gặp nhiều chuỗi cửa hàng thời trang quốc tế ở đây, chẳng hạn như: Swarovski, Hugo Boss, Lacoste, Nike, Zara, H&M, Mango, ESPRIT, Douglas AG và nhiều thương hiệu khác.
Ngoài ra, ở hai bên đường cũng có nhiều tòa nhà lịch sử và các địa danh từ thế kỷ 18 hoặc thế kỷ 19, chẳng hạn như:
- Trường Ca hát và Âm nhạc Tiểu học Phố Váci (tòa nhà số 43, được xây dựng vào năm 1884)
- Tu viện Dòng Chúa Giêsu (số 47)
- Nhà thờ Thánh Michael (số 47/ b, được Dòng Đa Minh xây dựng vào thế kỷ 18, mang phong cách Baroque)
- Tòa thị chính mới (số 62-64, được xây dựng từ năm 1870 đến 1875 theo phong cách Tân Phục hưng, do Imre Steindl thiết kế)

1. ↑  Budapest lexikon II. (L–Z). Főszerk. Berza László. 2., bőv. kiad. Budapest: Akadémiai. 1993. 584–586. o. ISBN 963-05-6411-4.
2. ↑  Lonely Planet guide to Central Europe, 6th Edition. p.299.